# Ковалевский, Максим Евграфович
Максим Евграфович Ковалевский (30 августа (12 сентября) 1903, Санкт-Петербург — 13 июня 1988, Париж) — французский композитор, математик, богослов русского происхождения, сторонник православия западного обряда, деятель Кафолической православной церкви Франции.
Сын Евграфа Ковалевского и брат Петра и епископа Иоанна-Нектария Ковалевских.

## Биография
Эмигрировал с семьёй во Францию в 1920 году. Жил в Ницце, затем переехал в Париж.
В 1921 году — член-основатель Братства святого Александра Невского.
В 1925 году становится одним из основателей Братства святого Фотия в Париже. Являлся сторонником западного обряда в православии, присоединился к созданной в 1936 году западнообрядной православной миссии.
Вместе с другими членами Братства святого Фотия стал основателем в декабре 1944 года Института святого Дионисия в Париже. Преподавал историю церковного пения и литургическое богословие.
Возглавлял Русское музыкальное общество во Франции. Исполнял обязанности регента в храме Всех Скорбящих Радости и преподобной Женевьевы в Париже.
В 1947 году упомянут как псаломщик и регент церкви Божией Матери Всех скорбящих Радости и святой Женевьевы в Париже, а в 1949 году — как диакон храма святого Иринея Лионского в Париже (хотя впоследствии о нём говорилось, как о мирянине). Принимал участие в переводе богослужебных текстов на французский язык.
Скончался 13 июня 1988 года. Похоронен на кладбище в Бюльон, под Парижем.

## Публикации
- La musique liturgique orthodoxe russe. — Paris, 1962.
- Orthodoxie et Occident: Renaissance d’une Eglise locale. L’Eglise orthodoxe de France. — Paris: Carbonnel, 1990.